# 秋月の乱
秋月の乱（あきづきのらん）は、1876年（明治9年）に福岡県秋月（現・福岡県朝倉市秋月）で起こった、明治政府に対する士族反乱の一つである。

## 経緯
1876年（明治9年）10月24日に熊本県で起こった神風連の乱に呼応して、旧秋月藩の士族、宮崎車之助、磯淳、戸原安浦、磯平八、戸波半九郎、宮崎哲之助、土岐清、益田静方、今村百八郎ら約400名によって起こされた反乱である。
神風連の乱から3日後の10月27日、今村を隊長とする「秋月党」が挙兵、まず明元寺で説得にあたった福岡県警察官穂波半太郎を殺害（福岡県警初の殉職者）。旧秋月藩の士族はあらかじめ旧豊津藩の士族、杉生十郎らと同時決起を約束していたため、このあと豊津へと向かい、10月29日に到着する。しかしこのとき旧豊津藩士族は決起しない方針を固め、杉生らは監禁されており、談判中、豊津側の連絡を受けて到着した乃木希典率いる小倉鎮台が秋月党を攻撃。秋月側は死者17名を出し（政府軍の死者2名）江川村栗河内（現・朝倉市大字江川字栗河内）へ退却、10月31日に秋月党は解散し、磯、宮崎、土岐ら七士は自刃した。抗戦派の今村は他26名とともに秋月へ戻り、秋月小学校に置かれていた秋月党討伐本部を襲撃し県高官2名を殺害、反乱に加わった士族を拘留していた酒屋倉庫を焼き払ったのち、分かれて逃亡したが11月24日に逮捕された。なお益田は挙兵前の10月26日に旧佐賀藩士族の同時決起を求めるため佐賀へ向かったが、その帰りに逮捕されている。
12月3日に福岡臨時裁判所で関係者の判決が言い渡され、首謀者とされた今村と益田は即日斬首され、約150名に懲役、除族などの懲罰が下された。